# Anselm Erb
Anselm Erb (* 29. Januar 1688 in Ravensburg; † 21. Mai 1767 in Ottobeuren) war der 53. Abt der Reichsabtei Ottobeuren. Unter seiner Regentschaft, die von 1740 bis 1767 währte, wurde die Basilika St. Alexander und Theodor vollendet.

## Leben und Wirken

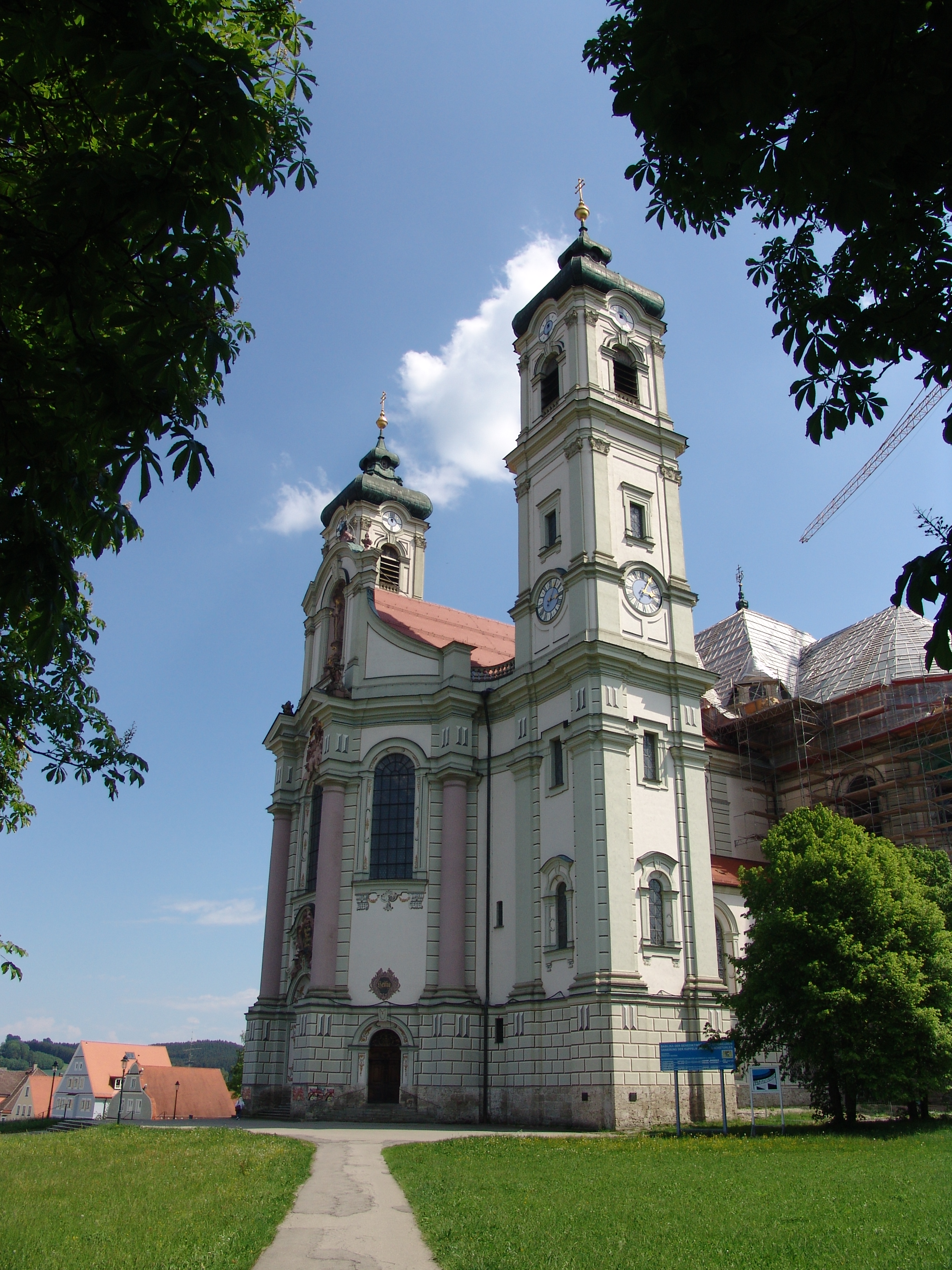
Basilika Ottobeuren

Anselm Erb trat 1706 der Abtei Ottobeuren bei und legte dort am 15. August 1706 das Ordensgelübde ab. Am 24. September 1712 wurde er zum Priester geweiht. Ab 1720 lehrte er Philosophie und Theologie an der Universität Salzburg. 1723 erwarb er den Grad eines „Magister philosophiae“, 1725 wurde er zum Doktor beider Rechte promoviert. Von 1725 bis 1734 war er Regens (Rektor) am Lyzeum in Freising und lehrte dort Kanonisches Recht. Anschließend lehrte Anselm Erb bis 1740 als Professor für Kirchenrecht an der Universität Fulda.
Nach dem Tod des Abtes Rupert Neß wählte der Ottobeurer Konvent Anselm Erb am 23. November 1740 zu seinem Nachfolger.
Abt Anselm galt als Gönner der Wissenschaften und Künste und reformierte das Schulwesen der Abtei. Er stand in regem Briefwechsel mit Fürstabt Martin Gerbert von St. Blasien. Höhepunkt seiner Amtszeit war das 1000-jährige Klosterjubiläum, das allerdings mit zwei Jahren Verspätung 1766 gefeiert wurde, da am eigentlichen Termin 1764 der barocke Neubau der Basilika noch nicht fertiggestellt war.
Am 12. Mai 1767 legte er sein Amt aus Krankheitsgründen ab, wenige Tage später starb er in Ottobeuren; ihm folgte als Nachfolger Honorat Goehl.

## Beziehung zur hl. Crescentia
Abt Anselm stimmte mit Schwester Maria Crescentia Höss besonders in der Verehrung des Leidens Christi überein. Er schickte ihr zur Fastenzeit 1743 ein Buch über das Leiden Christi. Als Crescentia schwer erkrankte, beauftragte Abt Anselm seinen Arzt, nach ihr zu schauen. Diese vertraute jedoch lieber Naturheilmitteln, deren Wirkung sie kannte. Auch schickte der Abt dem Kloster Kaufbeuren immer wieder eine Fuhre mit Getreide. Im Januar 1744, drei Monate vor ihrem Tod, schrieb Crescentia Höss ihren letzten Brief an Abt Anselm. Darin bedankt sie sich noch einmal ausführlich für die ihr und ihrem Konvent erwiesenen Wohltaten. Sie beschloss den Brief mit den Worten:
„Es sei meine demütige Bitte, daß meiner, als der Nichtigsten, nicht vergessen werde und ich in der so großen Huld und Gnade mich ferner lasse befohlen sein. Womit so befohlen in euer Hochwürden Huld und Gnade mich und meinen Konvent demütigst in Ergebung in den Gnadenschutz Jesu und Mariä verharren.“

## Ehrungen
Im 20. Jahrhundert wurde in der Ravensburger Südstadt die Anselm-Erb-Straße nach dem Sohn der Stadt benannt.